# Elaeocarpus atropunctatus
Elaeocarpus atropunctatus är en tvåhjärtbladig växtart som beskrevs av Hung T. Chang. Elaeocarpus atropunctatus ingår i släktet Elaeocarpus och familjen Elaeocarpaceae. Inga underarter finns listade i Catalogue of Life.